# غرفة سرية (فلم)
غرفة سرية (بالإنجليزية: Secret Room) هو فيلم إثارة نيجيري صدرَ عام 2013 من إخراج إنياجي كريس إنينغ ومن بطولة أوه. سي. أوكيجي وجيدي كوسوكو وليندا إجيوفور وليليان إسورو.

## طاقم التمثيل
| - أوه. سي. أوكيجي في دور كينغسلي أوجي - جيدي كوسوكو في دور السفير جون فوري | - ليليان إيسورو في دور إدنا أوجي - ليندا إيجيوفور بدور أدا أوبيكا |